# Estación Gálvez (Mitre)
Gálvez es una estación de tren ubicada en la ciudad homónima de la provincia argentina de Santa Fe, perteneciente al Ferrocarril General Bartolomé Mitre de la red ferroviaria argentina.

## Servicios
La estación forma parte del Ferrocarril General Bartolomé Mitre de la red ferroviaria argentina. Hoy está concesionada a la empresa Nuevo Central Argentino (NCA).
Fue una de las paradas del Estella del Norte, uno de los trenes de pasajeros más importantes primero del Ferrocarril Central Argentino y años más tarde de Ferrocarriles Argentinos, hasta su cancelación a comienzos de los años 1990.

### Años 2000
A partir del 3 de agosto del 2012 se presta el servicio ferroviario Retiro Mitre-Tucumán en esa estación. (algo que no sucedía durante un período de más de 20 años).
Desde octubre de 2014 la empresa estatal Trenes Argentinos Operaciones se hace cargo plenamente de este servicio.

## Imágenes

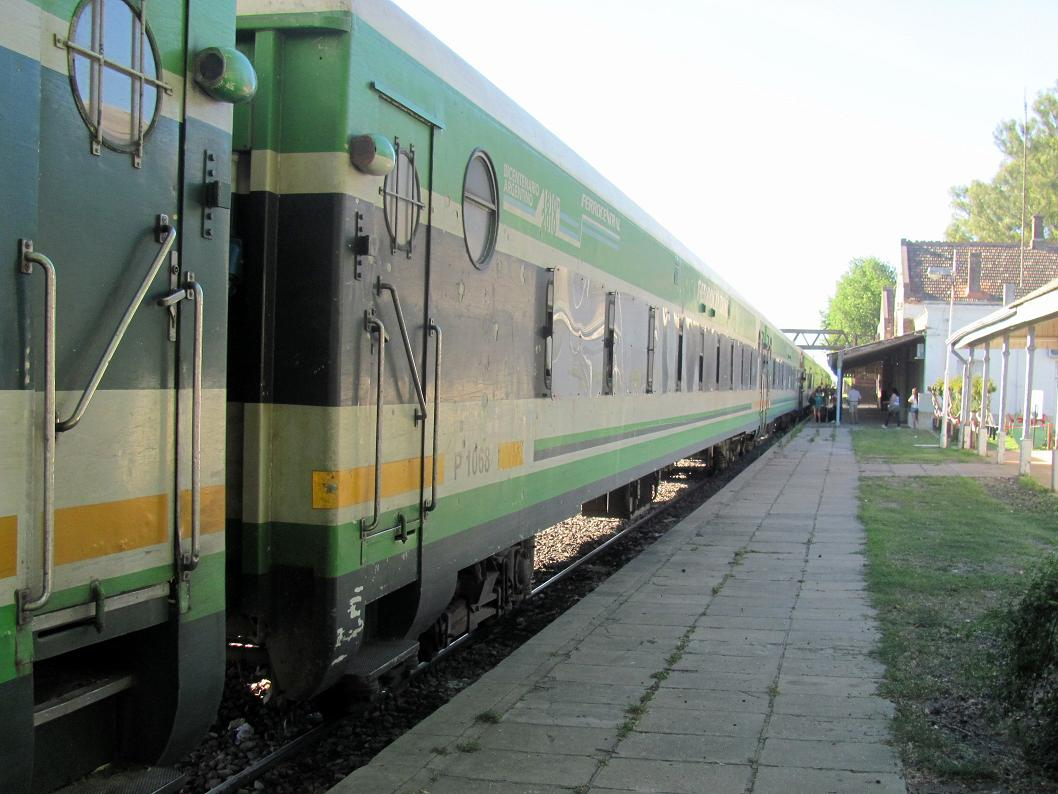
Formación de pasajeros en Galvez
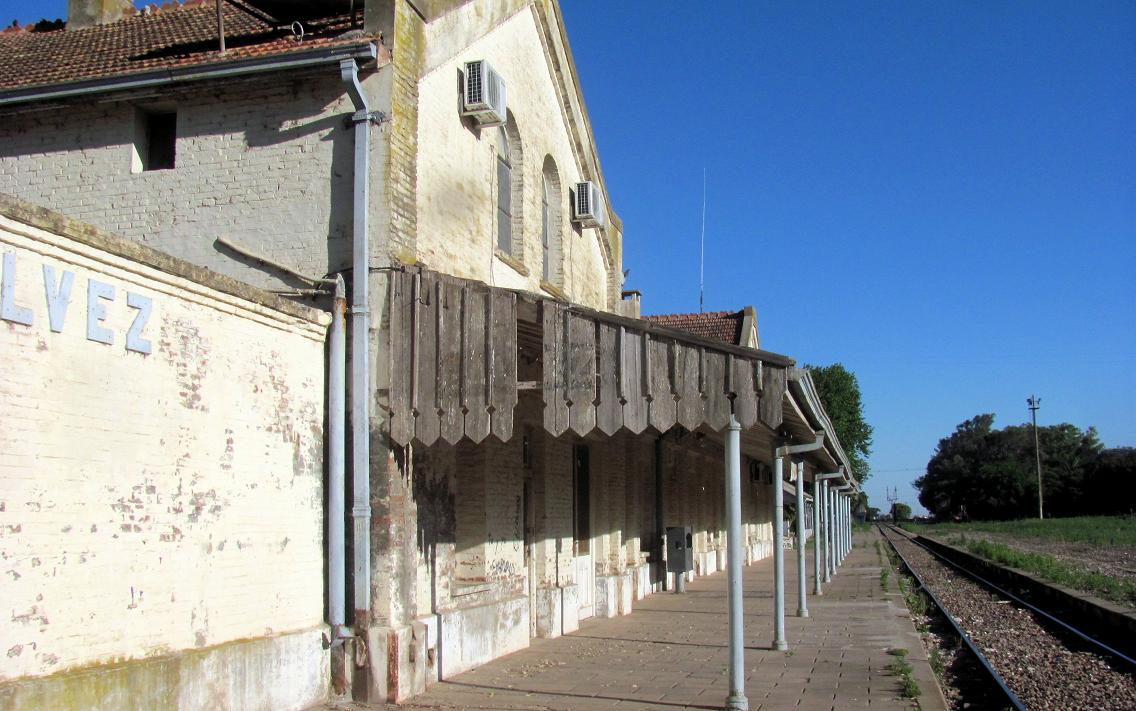
Estación Galvez